# 鬼無
鬼無（きなし）は、香川県高松市北西部にある一地区で、高松市役所鬼無出張所の管内。鬼無町藤井、鬼無町是竹、鬼無町佐料、鬼無町佐藤、鬼無町山口、鬼無町鬼無の6町からなる。かつては全域が「香川郡上笠居村」（かみかさいむら）として存在し、1956年9月30日に高松市に編入された。

## 地理
地区は高松市北西部に位置し、五色台と峰山と呼ばれる石清尾山塊に挟まれた内陸にある。人口は2010年時点で6033人（男2908人/女3125人）で、世帯数は2402世帯である。面積は6.98km2と高松市内の地区では平均的な広さで、人口密度は858.17人/km2で平均より低い。高松市中心部のベッドタウンとしての性格がある。

### 地形
全域が高松平野の一部であるが、地区の北西側には標高364mの勝賀山が存在しており、かつて「勝賀城」が存在したことなどから地区のシンボル的な存在となっている。さらにその勝賀山は五色台へと連なっており、高松平野はここで終了する。
地区の中央には本津川が流れ、地区外ではあるが東側の香東川も近い。
香川県の典型的な平野の特徴として、この地区でも勝賀山山麓に沿うように渇水対策のため池が多数存在する。
- 山：勝賀山（標高364.0m）、袋山（標高261.8m）、薬師山（標高78.4m）
- 川：本津川
- 湖沼：神高池、山地池、衣懸池

### 人口
| \| 2002年（平成14年） \| 5,999人 \| \| \| 2003年（平成15年） \| 5,958人 \| \| \| 2004年（平成16年） \| 5,914人 \| \| \| 2005年（平成17年） \| 5,944人 \| \| \| 2006年（平成18年） \| 5,980人 \| \| \| 2007年（平成19年） \| 6,019人 \| \| \| 2008年（平成20年） \| 6,041人 \| \| \| 2009年（平成21年） \| 6,045人 \| \| \| 2010年（平成22年） \| 6,033人 \| \| |         |  |
| 高松市 / 登録人口（10月1日時点） |         |  |
| 2002年（平成14年） | 5,999人 |  |
| 2003年（平成15年） | 5,958人 |  |
| 2004年（平成16年） | 5,914人 |  |
| 2005年（平成17年） | 5,944人 |  |
| 2006年（平成18年） | 5,980人 |  |
| 2007年（平成19年） | 6,019人 |  |
| 2008年（平成20年） | 6,041人 |  |
| 2009年（平成21年） | 6,045人 |  |
| 2010年（平成22年） | 6,033人 |  |

### 隣接する地域
- 北：高松市香西地区
- 西：高松市下笠居地区、高松市端岡地区
- 東：高松市弦打地区
- 南：高松市檀紙地区

### 高松市鬼無出張所管内
- 鬼無町藤井 761-8024
- 鬼無町是竹 761-8021
- 鬼無町佐料 761-8022
- 鬼無町佐藤 761-8023
- 鬼無町山口 761-8025
- 鬼無町鬼無 761-8026

## 歴史

### 年表
高松市編入以前は「上笠居村」を参照
- 1956年（昭和31年）9月30日 - 香川郡上笠居村が高松市に合併（高松市第5次合併）。この区域を以って高松市鬼無地区成立。
  - 旧村の区域全域を以って鬼無町の1町を設置。
  - 高松市鬼無出張所が開所。
- 1963年（昭和38年）3月31日 - 高松市立鬼無中学校閉校。前年に開校した高松市立香北中学校へ弦打中学校、香西中学校とともに統合され、その後公募により勝賀中学校と改称。
- 1977年（昭和52年）4月7日 - 香川県立高松西高等学校開校。
- 1995年（平成7年）4月1日 - 私立香川誠陵中学校開校。
  - 手続上は1968年から休校中の香川県善通寺市にある尽誠中学校の移転扱いであるが、事実上の新規開校である。
- 1998年（平成10年）4月1日 - 私立香川誠陵高等学校開校。
  - 手続上は香川県善通寺市にある香川短期大学附属女子高等学校の移転扱いであるが、事実上の新規開校である。

### 町名の変遷
もともと香川郡上笠居村であったこの地区は1890年2月15日の町村制施行時に単独で町村制を施行したため、村内に合併後町名に引き継がれる大字が存在しなかった。そのため1956年9月30日に高松市と合併した際には旧上笠居村地区は全域が単に鬼無町とされた。同様の例は高松市内では他に旧木太村や旧庵治町などがある。しかし高松市は合併から2か月後の同年11月19日単に鬼無町とされていたこの地区を分割、小字である是竹（これたけ）、佐料（さりょう）、藤井（ふじい）、佐藤（さとう）、山口（やまぐち）、鬼無をそれぞれ町名「鬼無町藤井」、「鬼無町是竹」、「鬼無町佐料」、「鬼無町佐藤」、「鬼無町山口」、「鬼無町鬼無」とした。合併後一時は単に鬼無町とされたこの地区は、分割の際旧上笠居村時の小字にすべて鬼無町を冠したため、この地区は旧村名「上笠居」地区ではなく鬼無地区と呼ばれるようになった。このように合併直前の町村名が合併後の地区名に採用されなかった例は高松市内では他に、鶴尾地区がある。
| 再実施後   | 再実施年月日     | 実施後 | 実施年月日      | 実施前 |
| ---------- | ---------------- | ------ | --------------- | ------ |
| 鬼無町鬼無 | 昭和31年11月19日 | 鬼無町 | 昭和31年9月30日 | 字鬼無 |
| 鬼無町佐藤 | 昭和31年11月19日 | 鬼無町 | 昭和31年9月30日 | 字佐藤 |
| 鬼無町佐料 | 昭和31年11月19日 | 鬼無町 | 昭和31年9月30日 | 字佐料 |
| 鬼無町是竹 | 昭和31年11月19日 | 鬼無町 | 昭和31年9月30日 | 字是竹 |
| 鬼無町藤井 | 昭和31年11月19日 | 鬼無町 | 昭和31年9月30日 | 字藤井 |
| 鬼無町山口 | 昭和31年11月19日 | 鬼無町 | 昭和31年9月30日 | 字山口 |

## 経済

### 第一次産業
江戸時代から日本有数の盆栽の産地であり、鬼無地区とその周辺を中心とした香川県産の松盆栽は全国8割のシェアを誇っている。また海外にも多くが輸出されている。
それ以外の地域は田が広がっている。
- 盆栽
- 米

### 第二次産業
- 東洋インキ中四国四国支店

### 第三次産業
香川県道33号高松善通寺線沿線を中心にマルナカ鬼無店などの小売店や商店が存在する。香西地区との繋がりが深く、特に2006年にイオン高松ショッピングセンター（現・イオンモール高松）が開店してからは多くがそちらに流れている。
主な企業
- 百十四銀行香西支店鬼無出張所 - 2020年12月4日（営業最終日）をもって親店舗（同年10月19日に鶴市町に移転）にブランチインブランチされ、ATMもなくなった。
- JA香川県高松市西部支部
- トヨタカローラ香川本社
- ライフ総合舞台
- 山地緑化センター

## 教育
地区内の小学校は高松市立鬼無小学校が存在し、香西小学校の校区である是竹の一部を除くほぼ全域を校区としている。また、中学校は地区内には存在せず、全域が隣の香西地区にある高松市立勝賀中学校の校区となる。
勝賀山の山麓には香川県立高松西高等学校があり、高松市周辺の多くから生徒を集めている。また、同じ山麓には私立の中高一貫校「香川誠陵中学・高等学校」も存在し、学生寮が設置されるなど進学校として香川県内はもとより岡山県からも多くの生徒が在学している。
高等学校
- 香川県立高松西高等学校
- 私立香川誠陵高等学校

小学校・中学校
- 高松市立鬼無小学校
- 私立香川誠陵中学校

幼稚園・保育所
- 高松市立鬼無保育所
- 高松市立鬼無幼稚園

## 行政
この地区の行政サービスの中心としては高松市鬼無出張所があり各種住民サービスに対応している。またそこは公民館も兼ねていて、鬼無コミュニティセンターとして地域交流の中心となっている。
また、香川県道33号高松善通寺線沿いの鬼無駅前にある香川運輸支局は、陸運部門において香川県全域を管轄しており自動車の登録・ナンバープレートの交付などを行っている。そのほか、同じ県道沿いの山口には高松国道維持出張所も存在する。
主な行政施設
- 高松市鬼無出張所
- 高松北警察署鬼無駐在所
- 四国運輸局香川運輸支局
- 高松国道維持出張所

## 生活
公共施設
- 鬼無コミュニティセンター（公民館）
- 高松鬼無郵便局

医療機関
- キナシ大林病院
- キナシ大林第二病院
- アヤ歯科医院
- デンタルステーション鬼無町

※町別50音順

## 交通

### 道路
メインストリートは地区内唯一の幹線道路である香川県道33号高松善通寺線。この道は片側1車線の対面通行の道路で、鬼無駅以北は両側に住宅や商店が密集していて、それ以南は片側にJR予讃線が併走している。またこの道は旧国道11号であり、かつては県内外から高松市中心部へ流入する交通が集中していたが、1975年（昭和50年）4月に国道11号高松南バイパス（現在はこちらが本線）が共用を開始すると多くの交通はそちらへ移行した。しかしバイパス完成で県道へ格下げされた後も鬼無地区から香西地区を経由して高松市中心部へ向かう唯一の幹線道路であるためラッシュ時の交通渋滞は激しい。そのため特に混雑の激しい香西地区部分を迂回するために市道木太鬼無線（御殿橋-奥の池南は未開通）を経由し、産業道路（香川県道176号檀紙鶴市線）へ抜ける方法も存在するが、ここでの右折車が多いことから新たな渋滞ポイントとなっている。
その他、国道11号の前身で江戸時代の讃岐五街道の1つの「丸亀街道」（高松常盤橋-丸亀城）を踏襲するルートとして香川県道175号衣掛郷東線も地区の南東を通っている。
また、下笠居地区植松町を起点に勝賀山の中腹を半周し五色台へ至る「勝賀農免道路」も地区内を通っており、そこまで香川誠陵中学・高等学校へ向かう市道などを経由して五色台に登ることもできる。
主要地方道
- 香川県道33号高松善通寺線（旧国道11号、丸亀街道）

その他県道
- 香川県道175号衣掛郷東線（旧丸亀街道）
- 香川県道177号円座香西線

市道
- 高松市道木太鬼無線
  - トンネルを必要とする御殿橋から奥の池南間は、用地買収の難航のためながらく未開通であった。
  - 2018年7月にようやく開通し、それまで峰山が障害となっていた高松市西部と中部が結ばれることになり、重要な幹線道路となる。
- 勝賀農免道路

### 鉄道

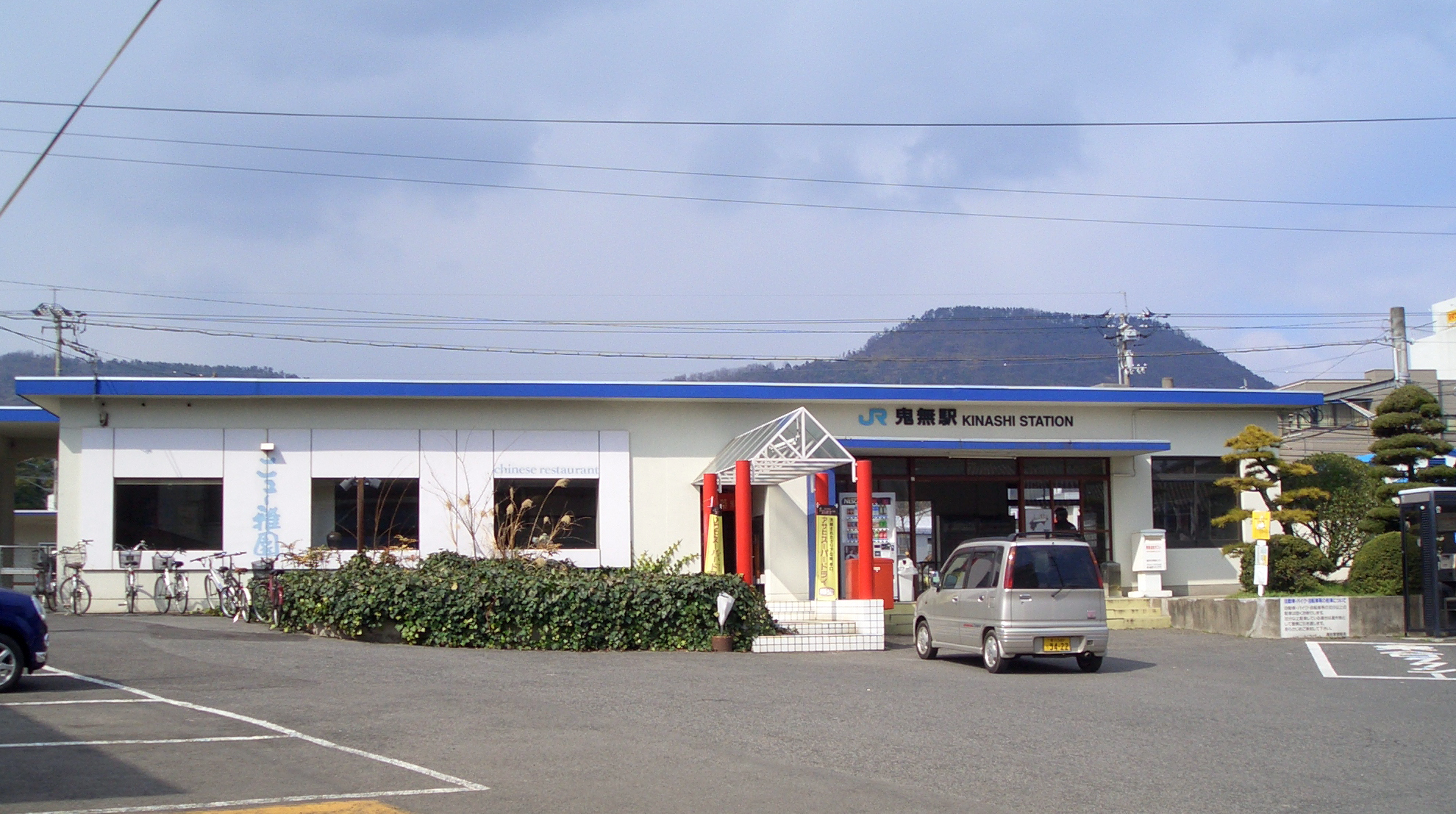
鬼無駅

地区内唯一の駅であるJR鬼無駅が中心駅であり、周りには行政施設や学校などが立地している。
この駅は1897年の予讃線開業当初から存在した駅であるが、現在停車する電車のほとんどは普通列車（各駅停車）であり、特急は全車が通過するほか、快速列車も一部を除きほとんど停車しない。快速列車のうち予讃線の下り（観音寺方面）は全車が通過、上り（高松方面）は朝のラッシュ時に3本、夕方のラッシュ時に1本のみが停車する。瀬戸大橋線（快速マリンライナー）の岡山方面（上り）は早朝および深夜の一部、高松方面（下り）に至っては深夜の一部時間帯にしか停車しない。

この地区が桃太郎伝説ゆかりの地の1つであることから（後述）、鬼無駅は「鬼無桃太郎駅」の愛称で知られ、付近には「桃太郎踏切」も存在する。その他、隣りの香西南町には地区との境付近から引込み線が引かれ「四国桃太郎貨物駅」の愛称で知られる貨物専用駅、高松貨物ターミナル駅も存在する。
また、2002年3月には駅名に因みハドソンが同社のボードゲーム「桃太郎電鉄シリーズ」のキャラクターを模った石像を鬼無駅に寄贈し、高松方面行きのホームに設置されている。
四国旅客鉄道（JR四国）
- 予讃線・瀬戸大橋線：鬼無駅（愛称：鬼無桃太郎駅）

### バス
バス路線はことでんバス高松西高線一線のみである。西高線はことでん瓦町駅発で、鬼無駅付近の市道山口1号線との交差点まで香川県道33号高松善通寺線（旧国道11号）を路線としていたが、2019年4月1日よりルートがほぼ全面的に変更され、国道11号 - 高松市道木太鬼無線経由になり、木太鬼無線終点で元のルートに戻り、県立高松西高校まで至る。
ことでんバス
- 高松西高線：キナシ大林病院 - 高松西高

かつては琴参バス（当時は琴平参宮電鉄）も路線があったが、現在はなくなっている。その中でも上鬼無線は同社で唯一、高松市内で完結する路線であった。

## メディア

### 放送
ケーブルテレビ
- ケーブルメディア四国（高松ケーブルテレビ）

地上波テレビ放送
基本的に高松市東部の前田山にある高松局を受信する。しかし、特にアナログ放送においては峰山が障害となって良好な受信が困難であるため、UHF・VHFアンテナ2本を揚げて海を超えた岡山局を受信した。その際、NHK放送が高松放送局ではなく岡山放送局のものになるため、もう1本UHFアンテナを揚げてNHK高松専用の中継局である「鬼無中継局」も併せて受信する必要があった。デジタル放送では岡山局からもNHK高松の電波が出ていることや、ある一定の受信レベルさえ確保すればゴースト障害は起らないことから峰山を越えた高松局の受信が可能であるため、どちらを受信してもUHFアンテナ1本で済む。
| 局名                 | 局名                 | NHK高松 | NHK高松 | NHK岡山 | NHK岡山 | RNC  | KSB  | RSK  | OHK  | TSC  | 出力            | 偏波面 | 送信 場所 |
| 局名                 | 局名                 | 総合    | 教育    | 総合    | 教育    | RNC  | KSB  | RSK  | OHK  | TSC  | 出力            | 偏波面 | 送信 場所 |
| デジタルリモコン番号 | デジタルリモコン番号 | 1ch     | 2ch     | 1ch     | 2ch     | 4ch  | 5ch  | 6ch  | 8ch  | 7ch  | 出力            | 偏波面 | 送信 場所 |
| -------------------- | -------------------- | ------- | ------- | ------- | ------- | ---- | ---- | ---- | ---- | ---- | --------------- | ------ | --------- |
| 高松                 | デジタル             | 24ch    | 13ch    | -       | -       | 15ch | 17ch | 21ch | 27ch | 18ch | NHK1kW/民放500W | 水平   | 前田山    |
| 高松                 | アナログ             | 37ch    | 39ch    | -       | -       | 41ch | 33ch | 29ch | 31ch | 19ch | NHK10kW/民放5kW | 水平   | 前田山    |
| 岡山 (北讃岐)        | デジタル             | (24ch)  | (13ch)  | 32ch    | 45ch    | 20ch | 30ch | 21ch | 27ch | 18ch | 2kW(200W)       | 水平   | 金甲山    |
| 岡山 (北讃岐)        | アナログ             | -       | -       | 5ch     | 3ch     | 9ch  | 25ch | 11ch | 35ch | 23ch | V10kW/U20kW     | 水平   | 金甲山    |
| 鬼無                 | アナログ             | 62ch    | 60ch    | -       | -       | -    | -    | -    | -    | -    | 3W              | 水平   | 勝賀山    |

AMラジオ放送
- NHK高松第1放送：1368kHz（高松局 出力5kW）
- NHK高松第2放送：1035kHz（高松局 出力1kW）
- 西日本放送ラジオ：1449kHz（高松局 出力5kW）

FMラジオ放送
- NHK高松FM放送：86.0MHz（高松局 出力1kW）
- FM香川：78.6MHz（高松局 出力1kW）
- FM高松：81.5kHz（コミュニティ放送 出力20W）

県外波
- NHK岡山第1放送：603kHz（岡山局 出力5kW）
- NHK岡山第2放送：1386kHz（岡山局 出力5kW）
- RSKラジオ：1494kHz（岡山局 出力10kW）
- NHK大阪第1放送：666kHz（大阪局 出力100kW）
- NHK大阪第2放送：828kHz（大阪局 出力300kW）
- MBSラジオ：1179kHz（大阪局 出力50kW）
- 朝日放送ラジオ：1008kHz（大阪局 出力50kW）
- ラジオ大阪：1314kHz（大阪局 出力50kW）

- NHK岡山FM放送：88.7MHz（岡山局 出力1kW）
- FM岡山：76.8MHz（岡山局 出力1kW）

## 名所・旧跡・観光・祭事・行事

### 桃太郎伝説
この鬼無地区は桃太郎伝説の地の1つであり、南西部の袋山山麓には熊野権現桃太郎神社が存在する。
鬼無地区の桃太郎伝説、すなわち高松の桃太郎伝説が知られる所以になったのは、当時上笠居小学校（現・高松市立鬼無小学校）の訓導（教諭）であった橋本仙太郎が1930年（昭和5年）、四国民報（現・四国新聞）に掲載した論文『童話「桃太郎」の発祥地は讃岐の鬼無』に始まる。
彼は24歳であった1914年（大正3年）秋に、当時の内閣総理大臣兼外務大臣であった大隈重信が鬼無駅で行った演説「この駅はオニナシかと思えば、キナシと読むそうだ。なかなか面白い地名だと思う。とにかく、村人諸氏は地名のそれのように何とぞ心の中に鬼が無いように、個人も団体も皆ますます向上発展に努力されたい…」を聞いて郷土の歴史に興味を持ち、郷土研究を始めた。その後、古文書研究などから桃太郎伝説は実話で、鬼無という地名からその場所が現在の鬼無地区であることをまとめ、演説を聴いてから16年後、彼が40歳の時にその論文を発表するに至った。
その論文によると
- 桃太郎：第七代孝霊天皇（前342 - 215年）の第八皇子である稚武彦命。
- 鬼：高松市沖にある女木島を本拠としていた海賊。
- お爺さん・お婆さん：安徳（鬼無町）の大古家（おおふるや）に住んでいた宇佐津彦命の後裔。
  - お婆さんは実は年頃の美しい娘である。
  - 2人は海賊を恐れ、約1.5km内陸にある神高（かんだか、鬼無町山口）に避難し、「やらい屋敷」と呼んだ。
- 犬・猿・雉：実在した勇士達で「犬」は岡山県犬島の住人、「猿」は香川県綾川町陶の陶芸師猿王（さるおう）、「雉」は鬼無町雉ヶ谷の住人。
- お爺さんが芝刈りに行った山：高松市香西北町の「芝山」
- お婆さんが洗濯に行った川：本津川

当時、鬼達は周辺各地に出没して非道の悪事を重ね、住民は恐怖の毎日を過ごしていた。その頃、地方開拓のためこのあたりに立ち寄った桃太郎は本津川で洗濯をしていた美しい娘（お婆さん）に一目惚れした。そこで、悪事を重ねる鬼の話を知ると2人の住む「神高」に養子入りして、鬼退治のため援軍を募り、犬・猿・雉をはじめ多くの強力な軍勢を仲間にした。桃太郎はお婆さんの作った「黍団子」を腰に鬼の本拠である女木島へ出撃し激戦の末、大勝利を収めて無事凱旋した。後日、鬼は桃太郎軍に逆襲してきたが、「せり塚」という場所で一人残らず返り討ちに遭い、全滅させられた。その鬼たちの屍を埋めたのが、今の「鬼ヶ塚」である。そこでこの里を「鬼無」と言うようになった。その後、当時讃岐国守であった菅原道真が漁師にこの海賊征伐の話を聞き、おとぎ話としてまとめ、全国に「桃太郎伝説」を広めた。
この論文が発表された翌年の1931年（昭和6年）には橋本仙太郎によって女木島に人工の大洞窟が発見され、論文の効果と相まって桃太郎伝説の信憑性は一気に高まった。

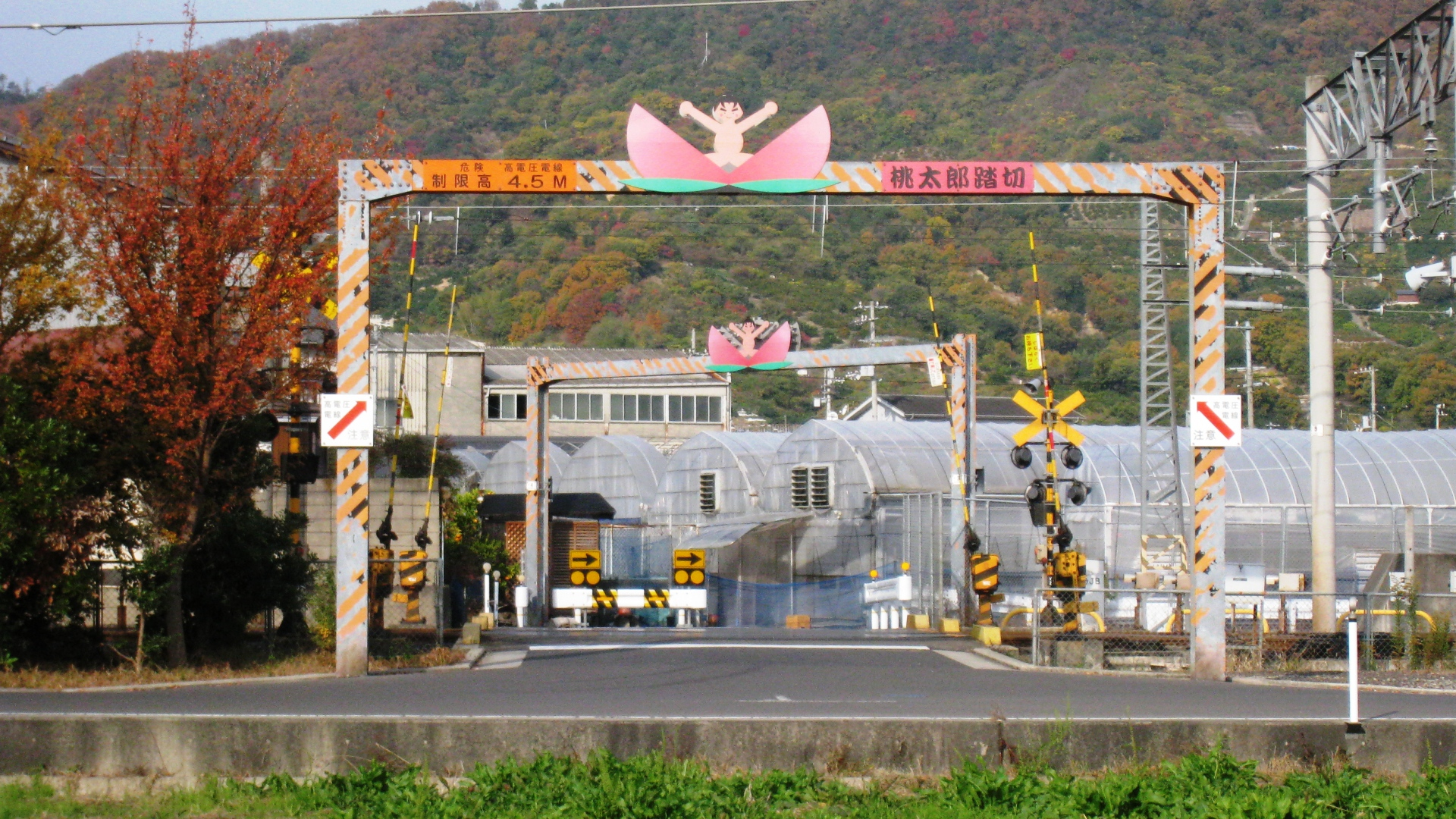
桃太郎踏切

鬼無地区やその周辺には桃太郎伝説にあやかった愛称が多数存在する。
- 鬼無桃太郎駅 - JR鬼無駅の愛称
- 桃太郎踏切（1998年10月9日供用開始）[8]
- 四国桃太郎貨物駅 - 貨物専用駅「高松貨物ターミナル駅」